# Opération Opale
Opération Opale est le quatrième tome de la série littéraire Artemis Fowl, écrite par Eoin Colfer.

## Synopsis
Le quatrième tome débute dans la clinique du docteur Argon, où Opale Koboï se trouve dans le coma. En réalité, la fée lutine simule ce coma depuis près d'un an en attendant son heure. Mervall et Descant Brill, deux lutins à la solde d'Opale, la libèrent en la remplaçant par un clone. Une fois libérée, elle projette de se venger contre ceux qui l'ont poussée à la défaite : Artemis Fowl,Holly Short, Julius Root et Foaly. Puis de mettre en contact le monde des fées et celui des humains…
Artemis Fowl, ayant perdu ses souvenirs à propos du Peuple des Fées, entreprend de voler un tableau impressionniste à l'existence secrète : la Fée Voleuse. Artemis parvient à l'extraire d'un coffre-fort particulièrement sécurisé de Munich. Au même moment, Holly Short apprend que le général Scalène, un des chefs gobelins lors de leur révolte, s'est échappé. Julius Root et elle le retrouvent dans un terminal de navettes. Ils se retrouvent alors pris au piège par Opale : le centaure Foaly, qui surveille l'opération, ne reçoit plus que les images de la scène. Opale fixe une bombe sur Root, et apprend à Holly qu'elle compte éliminer Artemis.
Opale dit à Holly qu'il y a un point faible sur la bombe. Dans l'espoir de sauver le commandant, Holly tire sur celle-ci, sans succès ; la bombe explose et Julius meurt. Impuissante, elle prend la fuite par le conduit et se dirige vers Munich. Aux yeux des FAR et d'Ark Sool, commandant des Affaires Internes, c'est elle qui a tué Julius Root. À Munich, une biobombe se dirige droit vers Artemis, via le tableau qu'Opale avait piégé. Butler le sauve de justesse, en faisant toutefois une chute de dix mètres. Holly arrive à ce moment, soigne Artemis et lui fait le récit de toutes les aventures qu'ils ont traversées. L'adolescent admet tout cela sans vraiment s'en souvenir. Au moment où Artemis laisse un message à Butler à ce sujet, Opale interrompt la conversation, expose ses plans et assomme Artemis et Holly.
Dans la navette sous-marine qui doit le conduire à son jugement en appel, Mulch Diggums apprend la mort de Root. Il décide alors de s'évader et parvient finalement au manoir des Fowl. Il y retrouve Butler, et à l'aide du minidisque qu'Artemis lui a confié, il parvient à lui faire recouvrer la mémoire. Prenant connaissance du message d'Artemis et des plans d'Opale, ils s'organisent pour porter secours à leurs deux amis. Opale lâche Artemis et Holly dans un parc d'attractions désaffecté, envahi par des trolls. Ils essaient de fuir par divers moyens, jusqu'à parvenir à un toit, sans issue.
Butler et Mulch apparaissent alors, et les tirent de ce mauvais pas. À bord d'une navette volée aux FAR par l'intermédiaire de Chix Verbil, Artemis visionne le minidisque et récupère enfin ses souvenirs. L'équipe apprend que Giovanni Zito, un millionnaire mesmérisé par Opale, vient d'envoyer une sonde de fer en fusion droit vers le centre de la Terre. Le plan d'Opale est alors de dévier la masse de fer vers un conduit de navettes à l'aide de charges explosives, le tout au dernier moment pour ne pas laisser le temps aux FAR de riposter. L'équipe se dirige alors vers la navette d'Opale pour l'intercepter.
Pendant ce temps, alerté par Chix Verbil de la visite de Mulch, Foaly découvre l'évasion d'Opale, la survie de Holly et sa position. Sool envoie une navette pour les arrêter. Alors que Butler fait diversion, Mulch s'infiltre dans la navette d'Opale pour voler les nouvelles bombes inventées par la fée lutine. Celle-ci s'aperçoit de leur disparition et contacte Artemis. Il lui déclare qu'il a volé les truffes en chocolat de la fée lutine, dont elle est friande, et qu'elle conserve dans une boîte sécurisée. Opale, persuadée qu'il ment, lance alors le signal de déclenchement des bombes.
Cependant, Mulch n'a fait que déplacer les bombes dans la boîte à truffes. Alors qu'Opale vérifie sa boîte sécurisée, elle découvre son contenu et met à feu les bombes. Elle prend précipitamment la fuite, en lançant au passage deux missiles sur la navette d'Artemis. Holly essaie en vain de les semer, jusqu'à l'interception de l'équipe par la navette des FAR, qui détruit les missiles. L'histoire se termine par l'arrestation d'Opale, la libération de Mulch, et la démission de Holly, lorsqu'elle apprend que Sool est son nouveau commandant.
De retour chez lui, Artemis a gardé le contact avec Holly, restitué la Fée voleuse au public, et retrouve enfin ses parents…

## Texte caché
Dans ce tome, Eoin Colfer a ajouté un texte caché dans les décorations de bas de page écrites en gnomique. Pour le déchiffrer, il faut avoir le premier volume d’Artemis Fowl, où un texte est traduit en gnomique, ce qui nous permet de déchiffrer le long message… 
Le début de ce texte caché est "message code lettre de recrutement .... Une autre façon de déchiffrer ce langage est de regarder dans Le Dossier Artemis Fowl, où une clef est donnée.

## Éditions
- Traduction : Jean-François Ménard.
- Première édition française : 
  - Éditions Gallimard Jeunesse, collection Hors série Littérature, le 20 janvier 2006, format Broché, 400 pages  (ISBN 2070524949).
- Édition poche :
  - Éditions Gallimard, collection Folio Junior, le 16 mai 2007, 435 pages  (ISBN 978-2070613830).